# Linda McMahon
Linda Marie McMahon z domu Edwards (ur. 4 października 1948 w New Bern) – amerykańska przedsiębiorczyni i polityczka, wieloletnia członkini struktur kierowniczych wrestlingowej firmy World Wrestling Federation/World Wrestling Entertainment, kandydatka Partii Republikańskiej w wyborach do Senatu Stanów Zjednoczonych w stanie Connecticut w 2010 i 2012 roku, w latach 2009–2010 członkini Rady do spraw Edukacji Stanu Connecticut, w latach 2017–2019 administrator agencji Small Business Administration, od 3 marca 2025 roku sekretarz edukacji Stanów Zjednoczonych.

## Życiorys

### Wczesne lata
Urodziła się jako Linda Marie Edwards 4 października 1948 roku w New Bern w stanie Karolina Północna. Jest jedynym dzieckiem Henry’ego i Evelyn Edwardsów, pracowników służby cywilnej położonej niedaleko ich rodzinnej miejscowości bazy wojskowej Marine Corps Air Station Cherry Point.
Gdy miała 13 lat poznała w kościele Vince’a McMahona, wówczas szesnastolatka. 26 sierpnia 1966 roku, mając 17 lat, wzięła z nim ślub. W 1970 roku urodził się ich syn Shane, zaś w 1976 roku córka Stephanie – w późniejszych latach oboje pracowali w rodzinnej firmie wrestlingowej. W 1966 roku Linda zapisała się na East Carolina University, na którym uzyskała stopień bachelor’s degree z języka francuskiego i certyfikat nauczycielski.

### Kariera zawodowa
W 1969 roku McMahonowie przeprowadzili się do Gaithersburga w stanie Maryland. Wkrótce Vince zaczął pracować jako prezenter telewizyjny i promotor wydarzeń na żywo w wrestlingowej firmie swojego ojca, Capitol Wrestling Corporation, w Waszyngtonie, zaś Linda zatrudniła się w waszyngtońskiej kancelarii prawnej Covington & Burling, w której, jak po latach twierdziła, zyskała wiedzę o prawach własności intelektualnej, negocjacjach kontraktów oraz ogólnym biznesie.
W 1980 roku McMahonowie przenieśli się do stanu Massachusetts w związku z dokonaniem przez Vince’a zakupu wystawionej na sprzedaż małej areny sportowej Cape Cod Coliseum. W tym samym roku Vince założył firmę wrestlingową Titan Sports Inc.. Linda pracowała w Cape Cod Coliseum jako menedżer, zajmując się negocjacjami umów z firmą Ticketmaster, a także sprzedażą biletów i gadżetów wrestlingowych. W 1982 roku Vince McMahon kupił od swojego ojca Capitol Wrestling Corporation, wówczas spółkę holdingową World Wrestling Federation (WWF). Wkrótce McMahonowie przeprowadzili się do Greenwich w stanie Connecticut i zaczęli skupiać się na rozbudowywaniu firmy, obecnie (stan na 2025 rok) znanej jako World Wrestling Entertainment (WWE).
W 1993 roku Linda McMahon została prezydentem, a cztery lata później CEO rodzinnej firmy. Do jej obowiązków należało negocjowanie umów biznesowych, wprowadzanie gadżetów wrestlingowych i podpisywanie kontraktów z wrestlerami. Rozpoczęła również programy obywatelskie firmy – Get REAL, majacy za zadanie przekazywać pozytywne przesłania na temat edukacji młodym dorosłym, oraz bezpartyjną kampanię rejestracji wyborców Smackdown Your Vote. W 2009 roku opuściła World Wrestling Entertainment, aby ubiegać się o miejsce w Senacie Stanów Zjednoczonych z Connecticut w następnym roku.

### Działalność polityczna

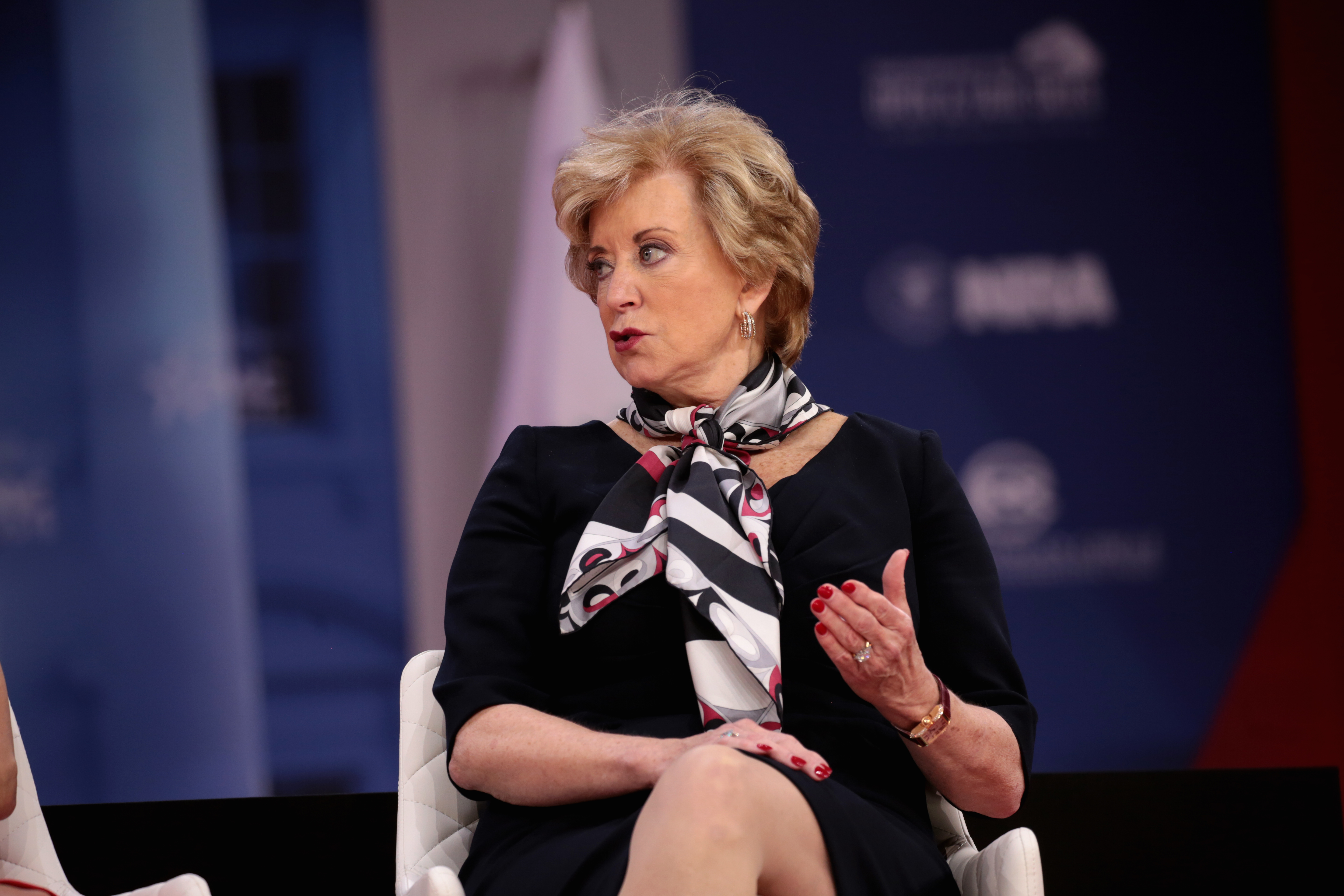
Linda McMahon podczas dyskusji na konferencji CPAC w 2018 roku

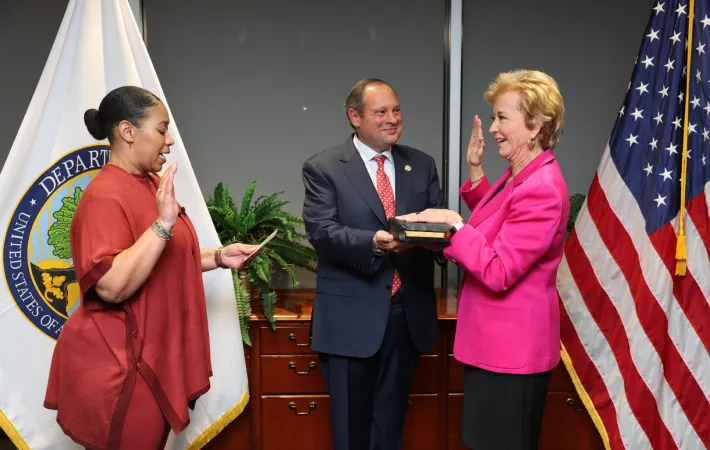
Linda McMahon podczas zaprzysiężenia na stanowisko sekretarza edukacji Stanów Zjednoczonych 3 marca 2025 roku

W 2009 roku została wyznaczona przez gubernator Jodi Rell do zasiadania w Radzie do spraw Edukacji Stanu Connecticut (Connecticut State Board of Education). Podczas ubiegania się o stanowisko w radzie, w kwestionariuszu błędnie stwierdziła, że posiada stopień bachelor’s degree z edukacji – błąd ten pojawił się również w jej oficjalnej biografii dołączonej do wniosku aplikacyjnego. Gdy sprawa wyszła na jaw, McMahon powiedziała, że myślała, że ma bachelor’s degree z edukacji, bo zaliczyła semestr z nauczania. W kwietniu 2010 roku zrezygnowała z posady w Radzie do spraw Edukacji Stanu Connecticut, oficjalnie z powodu niedawno wydanych restrykcji dotyczących działalności politycznej członków rady, które mogłyby spowodować komplikacje prawne podczas kandydowania do Senatu USA.
W 2010 roku uzyskała nominację Partii Republikańskiej do roli kandydata w tegorocznych wyborach do Senatu USA w stanie Connecticut. W wyborach poniosła porażkę z Demokratą Richardem Blumenthalem różnicą 11,8% głosów. W 2012 roku po raz kolejny została nominatką Republikanów w elekcji do amerykańskiego Senatu w Connecticut. W przeprowadzonych 6 listopada 2012 roku wyborach doznała drugiej z rzędu porażki z demokratycznym rywalem – tym razem z Chrisem Murphym, przy różnicy liczby głosów wynoszącej 12 punktów procentowych.
Po wyborczych porażkach Linda McMahon postanowiła zaangażować się finansowo w kampanie wyborcze innych ludzi w Partii Republikańskiej. Dołączyła do grona miliarderów-darczyńców skupionego wokół nowojorskiego potentata funduszy hedgingowych Paula Singera i m.in. wzięła udział w zorganizowanym w grudniu 2013 roku wydarzeniu dla wspieranego przez Singera wspólnego komitetu fundraisingowego Friends for an American Majority, który przekazał duże sumy pieniędzy kandydatom Partii Republikańskiej do Senatu w czterech stanach oraz uczestniczyła wraz z Singerem w przeprowadzonym w lutym 2014 roku w Aspen w stanie Kolorado spotkaniu darczyńców, gdzie spotkała się z wpływowymi osobistościami z Waszyngtonu, w tym ze spikerem Izby Reprezentantów Johnem Boehnerem. Oprócz tego McMahon przekazała 7,5 miliona dolarów na rzecz wsparcia kampanii prezydenckiej Donalda Trumpa w 2016 roku.
7 grudnia 2016 roku została mianowana administratorem agencji Small Business Administration w pierwszym gabinecie nowo wybranego prezydenta Stanów Zjednoczonych Donalda Trumpa. 14 lutego 2017 roku Senat USA zatwierdził jej nominację na stanowisko administratora SBA stosunkiem głosów 81–19, a ponadto odbyło się zaprzysiężenie McMahon na przedmiotowy urząd. 29 marca 2019 roku Donald Trump poinformował, że Linda McMahon odejdzie z urzędu, aby pomóc w jego staraniach o reelekcję prezydencką.
Po rezygnacji z kierowania Small Business Administration McMahon stanęła na czele wspierającego Trumpa komitetu działań politycznych America First Action i według stanu na koniec sierpnia 2020 roku kierowana przez nią grupa zebrała prawie 83 miliony dolarów na kampanię Trumpa przed wyborami prezydenckimi 2020. Po wyborczej przegranej Trumpa McMahon została przewodniczącą zarządu organizacji America First Policy Institute, w skład której weszło wielu sekretarzy i szefów agencji byłego gabinetu Trumpa. W okresie kampanii Trumpa przed wyborami prezydenckimi 2024, 16 sierpnia 2024 roku w sieci ukazało się oświadczenie, z którego wynikało, że Trump uczynił Lindę McMahon i Howarda Lutnicka współprzewodniczącymi swojego zespołu do spraw przekazania władzy prezydenckiej.
19 listopada 2024 roku prezydent elekt Donald Trump ogłosił nominację Lindy McMahon na stanowisko sekretarza edukacji Stanów Zjednoczonych w swoim drugim gabinecie. 3 marca  2025 roku Senat Stanów Zjednoczonych zatwierdził jej nominację na to stanowisko stosunkiem głosów 51–45, ponadto tego samego dnia odbyło się jej zaprzysiężenie na przedmiotowy urząd.